# Elżbieta Lesiewicz
Elżbieta Lesiewicz – polska politolog, dr hab. nauk społecznych, profesor uczelni Zakładu Najnowszej Historii Politycznej Wydziału Nauk Politycznych i Dziennikarstwa Uniwersytetu im. Adama Mickiewicza w Poznaniu.

## Życiorys
18 maja 1999 uzyskała doktorat za pracę pt. Wielkopolska wobec stosunków polsko-czechosłowackich w latach 1918-1939, 11 lipca 2016 habilitowała się na podstawie pracy zatytułowanej Integracja europejska po II wojnie światowej - między uniwersalizmem a zróżnicowaniem. Awansowała na stanowisko adiunkta na Wydziale Nauk Politycznych i Dziennikarstwa Uniwersytetu im. Adama Mickiewicza. 
Jest profesorem uczelni w Zakładzie Najnowszej Historii Politycznej na Wydziale Nauk Politycznych i Dziennikarstwa Uniwersytetu im. Adama Mickiewicza w Poznaniu, a także członkiem Rady Dyscypliny Naukowej – Nauk o Polityce i Administracji, Nauki o Komunikacji Społecznej i Mediach, Nauki o Bezpieczeństwie Uniwersytetu im. Adama Mickiewicza w Poznaniu.